# Нове Краскі
Нове Краскі (пол. Nowe Kraski) — село в Польщі, у гміні Мацейовиці Ґарволінського повіту Мазовецького воєводства.
Населення — 44 особи (2011).
У 1975-1998 роках село належало до Седлецького воєводства.

## Демографія
Демографічна структура станом на 31 березня 2011 року:
|          | Загалом | Допрацездатний вік | Працездатний вік | Постпрацездатний вік |
| -------- | ------- | ------------------ | ---------------- | -------------------- |
| Чоловіки | 29      | 3                  | 23               | 3                    |
| Жінки    | 15      | 0                  | 8                | 7                    |
| Разом    | 44      | 3                  | 31               | 10                   |